# La Reconstitution (film, 1970)
Pour les articles homonymes, voir La Reconstitution (homonymie).
Pour plus de détails, voir Fiche technique et Distribution.
La Reconstitution (Αναπαράσταση, Anaparastasi) est un film grec réalisé par Theo Angelopoulos, sorti en 1970.
La Reconstitution est le premier long-métrage de son réalisateur. L'histoire est tirée de faits réels mais Angelopoulos les transcende pour atteindre au mythe antique des Atrides et de Clytemnestre.
En avril 1985, l'Union panhellénique des critiques de cinéma, la PEKK Πανελλήνια Ενωση Κριτικών Κινηματογράφου (Panellinia Enosis Kritikon Kinematographou), le désigna troisième meilleur film grec de l'histoire.

## Synopsis
Dans un village retiré de l'Épire, une femme assassine son mari, tout juste de retour d'Allemagne où il était parti travailler, avec l'aide de son amant. Le crime n'est jamais montré à l'écran. Les personnages principaux (juge, policiers, journalistes) tentent de reconstituer et comprendre un fait-divers qui leur échappe.

## Fiche technique
- Titre : La Reconstitution
- Titre original : Αναπαράσταση (Anaparastasi)
- Réalisation : Theo Angelopoulos
- Scénario : Theo Angelopoulos, Stratis Karras et Thanásis Valtinós
- Prise de vues : Yorgos Arvanitis
- Décors : Mikes Karapireris
- Son : Thanassis Arvanitis
- Montage : Takis Avnopoulos
- Directeur de production : Christos Papayannopoulos
- Pays d'origine : Grèce
- Format : Noir et blanc - Mono - 35 mm
- Genre : Drame
- Durée : 95 minutes
- Date de sortie : novembre 1970 en Grèce

## Distribution
- Toula Stathopoulou : Eleni Gousis
- Yannis Totzikas : Cristos Gikas, le garde-champêtre
- Thanos Grammenos : frère d'Eleni
- Petros Hoedas : inspecteur
- Mihalis Fotopoulos : Kostas Gousis, mari d'Eleni
- Yannis Balaskas : officier de police
- Nicos Alevras : assistant de l'inspecteur
- Alekos Alexiou : policier
- Theo Angelopoulos, Christos Papayannopoulos, Telis Samandas, Panos Papadopoulos, Tonis Lykouressis : journalistes

## Récompenses
Le film reçoit les prix de meilleur film, meilleur réalisateur, meilleure actrice dans un second rôle et meilleure image au Festival du cinéma grec de Thessalonique en 1970, ainsi que le prix du meilleur film étranger au festival de Hyères, le prix FIPRESCI à la Berlinale 1970 et Prix Georges-Sadoul en 1971.